# 张成寅
张成寅（1950年5月—），河北任丘人。中国共产党第十七届中央委员会候补委员，第九届全国人大代表。
1996年3月，任中国昆明市委副书记、市长。2000年，任中央国家机关工委纪工委书记。2002年，升任中央国家机关工委副书记。2005年，任中共大连市委书记。2009年，升任中共辽宁省委副书记。2010年9月，不再担任辽宁省委副书记职务。 